# Sigismondo di Lussemburgo
Sigismondo di Lussemburgo (Norimberga, 15 febbraio 1368 – Znojmo, 9 dicembre 1437) è stato principe elettore di Brandeburgo, re dei Romani dal 1410, re di Boemia dal 1419, re consorte d'Ungheria e di Croazia dal 1387, e infine imperatore del Sacro Romano Impero dal 1433.

## Biografia

### La corona ungherese
Sigismondo era figlio dell'imperatore Carlo IV, e fratellastro di un altro imperatore, Venceslao (Sigismondo era nato dal matrimonio di Carlo con Elisabetta di Pomerania, mentre Venceslao era nato dall'unione tra Carlo e Anna di Schweidnitz). Venne chiamato così in onore di San Sigismondo di Borgogna, il santo preferito di suo padre. Fin dalla sua giovinezza venne soprannominato la "volpe rossa" (liška ryšavá) nella Corona di Boemia, per via del colore dei suoi capelli e la sua intelligenza. Era infatti considerato molto colto, parlava molte lingue (tra cui tedesco, ungherese, latino, italiano e francese) e, a differenza del padre, amante della quotidianità reale, amava anche partecipare ai tornei cavallereschi.
Sigismondo ottenne la corona ungherese grazie al matrimonio con Maria d'Ungheria, ma ebbe bisogno dell'aiuto di suo fratello Venceslao per riuscire ad affermarsi sulla potente nobiltà ungherese. Nel 1388 ipotecò la Marca del Brandeburgo, dandola in feudo agli Hohenzollern, in modo da coprire le proprie spese. A partire dal 1398, all'indomani della sconfitta subita nella battaglia di Nicopoli nella guerra contro i Turchi, riorganizzò l'esercito ungherese, e limitò i diritti della Chiesa. Ciò condusse alla rivolta dei nobili e al suo arresto nel 1401.
Ma Sigismondo, grazie all'aiuto dell'influente famiglia Garai, poté riottenere la libertà. Per assicurarsene l'appoggio, sposò la contessa Barbara di Cilli, da cui ebbe più tardi Elisabetta di Lussemburgo. Sigismondo respinse anche un'invasione del Re di Napoli, che intendeva far valere antichi diritti sul trono ungherese, e nella dieta di Buda, nel 1403, amnistiò i suoi nemici. Per rafforzare il suo potere fondò, nel 1387, l'Ordine del Dragone, al quale, talvolta, venivano ammessi anche tedeschi, che acquistavano un'influenza sempre crescente. Durante il suo regno l'Ungheria perse la Dalmazia: già venduta a Venezia da parte del pretendente Ladislao I di Napoli per 100 000 zecchini, Sigismondo lo acconsentì per la modica somma di ulteriori 10 000 zecchini.

### La politica nell'Impero
Sigismondo venne eletto Re dei Romani nel 1411, succedendo al brevissimo regno di Jobst di Moravia, senza che questo sfociasse in un'incoronazione imperiale. Anche a causa della politica del padre, gli mancava un sufficiente potere dinastico per poter realizzare con successo una propria politica nell'Impero. Inoltre la situazione finanziaria di Sigismondo era molto precaria. Il più grave problema dell'epoca era lo scisma d'Occidente, e senza dubbio il risultato più significativo di Sigismondo fu il superamento dello scisma, raggiunto con il Concilio di Costanza, (1414-1418).
Nel 1411 Sigismondo intenzionato a prendere personalmente la corona imperiale a Roma invase il Patriarcato di Aquileia e iniziò l'occupazione del Friuli, dando inizio alla guerra tra Repubblica di Venezia e Regno d'Ungheria.
Tornò a suo vantaggio il fatto che la sua posizione d'Imperatore si era via via rafforzata, mentre il prestigio del papato era andato sempre scemando. Sigismondo seppe muoversi con accortezza, e fare da tramite tra i diversi sovrani europei con numerose trattative bilaterali. Il suo progetto di una riforma dell'impero, la cosiddetta Reformatio Sigismundi, non andò invece del tutto in porto.
Fu Sigismondo che conferì ad Amedeo VIII di Savoia il titolo di Duca di Savoia.

### La morte di Jan Hus e le sue conseguenze

Un "Ongaro" di Sigismondo.

Fu responsabile della cattura e della successiva condanna a morte (sul rogo) di Jan Hus, al quale il sovrano aveva concesso un salvacondotto perché potesse intervenire al Concilio di Costanza. Il rogo venne giustificato con la circostanza che Jan Hus, benché condannato, non volle ritrattare le proprie tesi, per cui Sigismondo non poteva agire diversamente.
Ma quest'azione indebolì il suo potere in Boemia: gli Stati della Boemia esitarono in un primo tempo a riconoscere la corona di Sigismondo. Quest'ultimo proclamò una crociata contro gli ussiti in rivolta, crociata che si trasformò ben presto in una lunga e difficile guerriglia, e che ebbe termine solamente nel 1436. In questa guerra il suo alleato più fidato fu il duca d'Austria, Alberto V, che gli successe sul trono imperiale.

### Gli ultimi anni

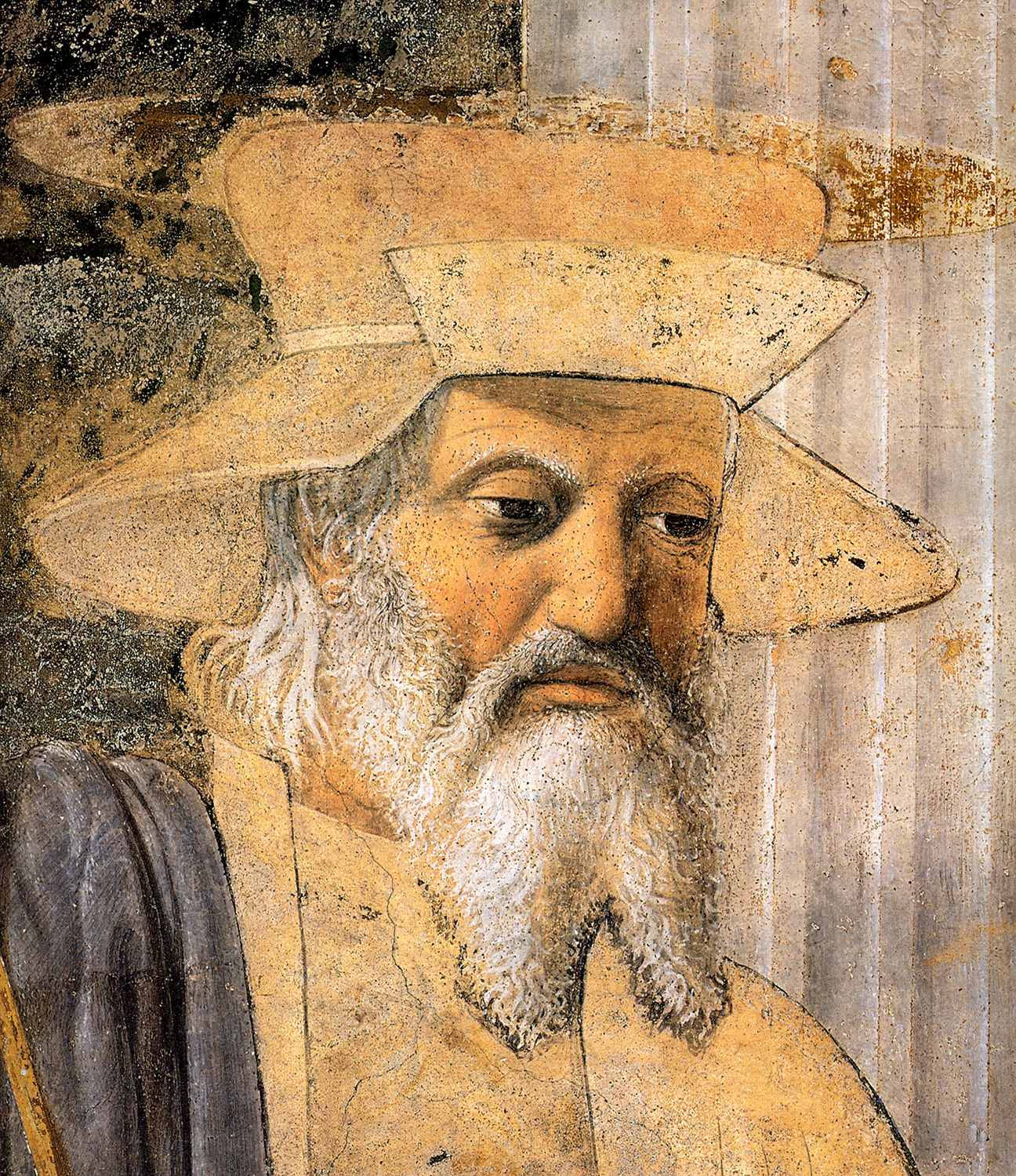
San Sigismondo rappresentato con le sembianze di Sigismondo di Lussemburgo nell'affresco di Piero della Francesca Sigismondo Pandolfo Malatesta in preghiera davanti a san Sigismondo, nel Tempio Malatestiano di Rimini (1451).

Sigismondo dovette sempre combattere l'opposizione dei principi elettori. In particolare non era ben vista la sua politica verso Polonia e Lituania, e avrebbero preferito sostenere l'Ordine Teutonico. Anche i suoi rapporti con il papato non furono sempre privi di tensioni, ma proprio in occasione della sua spedizione in Italia, per essere incoronato imperatore (1433) Sigismondo seppe mostrare tutto il suo talento diplomatico, riuscendo sempre a trarre profitto dal complesso equilibrio di poteri nella penisola.
Fu incoronato imperatore da papa Eugenio IV nella Pentecoste del 1433 (31 maggio). Prima di raggiungere Roma soggiornò alcuni mesi a Siena. Nel settembre del 1433 ed al culmine di una sfarzosa cerimonia consegnò le insegne marchionali a Gianfrancesco Gonzaga, che poté fregiarsi del titolo di primo marchese di Mantova. Lo stemma dei Gonzaga si arricchì della croce patente in rosso accantonata dalle quattro aquile imperiali.
Nella stessa occasione Gianfrancesco si legò ancor più alle politiche imperiali, siglando il fidanzamento del figlio primogenito (e futuro Marchese), Ludovico, a Barbara di Brandeburgo, nipote dell'Imperatore. Morì il 9 dicembre 1437. Con lui si estinse la dinastia dei Lussemburgo. Il loro tentativo di creare una potenza nell'Europa centro orientale non era andato a buon fine. Ma questa idea venne poi ripresa, e realizzata, dagli Asburgo.
Il medievalista tedesco Bernd Schneidmüller inserisce Sigismondo nella sua lista dei "re-conti", gli imperatori romani dei secoli XIV e XV anteriori al definitivo passaggio del titolo imperiale alla Casa d'Asburgo.

### Stemma del Sacro Romano Impero
Nel 1433 l'imperatore adottò come simbolo del Sacro Romano Impero, l'aquila bicipite. In precedenza si utilizzava una semplice aquila su sfondo dorato.

## Ascendenza
|                           |                           |                           | Genitori                |  |  | Nonni |  |  | Bisnonni                  |  |  | Trisnonni                |  |
|                           |                           |                           |                         |  |  |       |  |  | Enrico VII di Lussemburgo |  |  | Enrico VI di Lussemburgo |  |
|                           |                           |                           |                         |  |  |       |  |  | Enrico VII di Lussemburgo |  |  | Enrico VI di Lussemburgo |  |
|                           |                           | Beatrice di Avesnes       |                         |  |  |       |  |  | Enrico VII di Lussemburgo |  |  |                          |  |
| Giovanni I di Boemia      |                           |                           |                         |  |  |       |  |  | Enrico VII di Lussemburgo |  |  |                          |  |
|                           |                           | Margherita di Lussemburgo | Giovanni I di Brabante  |  |  |       |  |  |                           |  |  |                          |  |
|                           |                           | Margherita di Lussemburgo | Giovanni I di Brabante  |  |  |       |  |  |                           |  |  |                          |  |
|                           |                           | Margherita di Lussemburgo | Margherita di Dampierre |  |  |       |  |  |                           |  |  |                          |  |
| Carlo IV di Lussemburgo   |                           | Margherita di Lussemburgo |                         |  |  |       |  |  |                           |  |  |                          |  |
|                           |                           | Venceslao II di Boemia    | Ottocaro II di Boemia   |  |  |       |  |  |                           |  |  |                          |  |
|                           |                           | Venceslao II di Boemia    | Ottocaro II di Boemia   |  |  |       |  |  |                           |  |  |                          |  |
|                           |                           | Venceslao II di Boemia    | Cunegonda di Slavonia   |  |  |       |  |  |                           |  |  |                          |  |
| Elisabetta di Boemia      |                           | Venceslao II di Boemia    |                         |  |  |       |  |  |                           |  |  |                          |  |
|                           |                           | Guta d'Asburgo            | Rodolfo I d'Asburgo     |  |  |       |  |  |                           |  |  |                          |  |
|                           |                           | Guta d'Asburgo            | Rodolfo I d'Asburgo     |  |  |       |  |  |                           |  |  |                          |  |
|                           |                           | Guta d'Asburgo            | Gertrude di Hohenberg   |  |  |       |  |  |                           |  |  |                          |  |
| Sigismondo di Lussemburgo |                           | Guta d'Asburgo            |                         |  |  |       |  |  |                           |  |  |                          |  |
|                           | Wartislaw IV di Pomerania | …                         |                         |  |  |       |  |  |                           |  |  |                          |  |
|                           | Wartislaw IV di Pomerania | …                         |                         |  |  |       |  |  |                           |  |  |                          |  |
|                           | Wartislaw IV di Pomerania | …                         |                         |  |  |       |  |  |                           |  |  |                          |  |
| Boghislao V di Pomerania  | Wartislaw IV di Pomerania |                           |                         |  |  |       |  |  |                           |  |  |                          |  |
|                           |                           | Elisabetta di Slesia      | …                       |  |  |       |  |  |                           |  |  |                          |  |
|                           |                           | Elisabetta di Slesia      | …                       |  |  |       |  |  |                           |  |  |                          |  |
|                           |                           | Elisabetta di Slesia      | …                       |  |  |       |  |  |                           |  |  |                          |  |
| Elisabetta di Pomerania   |                           | Elisabetta di Slesia      |                         |  |  |       |  |  |                           |  |  |                          |  |
|                           |                           | Casimiro III di Polonia   | Ladislao I di Polonia   |  |  |       |  |  |                           |  |  |                          |  |
|                           |                           | Casimiro III di Polonia   | Ladislao I di Polonia   |  |  |       |  |  |                           |  |  |                          |  |
|                           |                           | Casimiro III di Polonia   | Edvige di Kalisz        |  |  |       |  |  |                           |  |  |                          |  |
| Elisabetta di Polonia     |                           | Casimiro III di Polonia   |                         |  |  |       |  |  |                           |  |  |                          |  |
|                           |                           | Aldona di Lituania        | Gediminas               |  |  |       |  |  |                           |  |  |                          |  |
|                           |                           | Aldona di Lituania        | Gediminas               |  |  |       |  |  |                           |  |  |                          |  |
|                           |                           | Aldona di Lituania        | Jewna                   |  |  |       |  |  |                           |  |  |                          |  |
|                           |                           | Aldona di Lituania        |                         |  |  |       |  |  |                           |  |  |                          |  |